# Lijst van burgemeesters van Zevenhoven
Dit is een lijst van burgemeesters van de voormalige Nederlandse gemeente Zevenhoven die op 1 januari 1991 opging in de gemeente Liemeer.
| Ambtsperiode    | Naam burgemeester                    | Partij of stroming | Bijzonderheden                                                                   |
| --------------- | ------------------------------------ | ------------------ | -------------------------------------------------------------------------------- |
| midden 18e eeuw | Gilles Vlaming                       |                    |                                                                                  |
| 1772 - ?        | N.A. Romswinckel                     |                    |                                                                                  |
| 1811            | C. Clant jr.                         |                    | maire                                                                            |
| 1811 - 1812     | Jean Ange Ambrogio                   |                    | maire                                                                            |
| 1812 - 1814     | Cornelis van der Schelling           |                    | maire 1812-1813, president van het gemeentebestuur 1813-1814, burgemeester 1814  |
| 1814 - 1821     | Jean Ange Ambrogio                   |                    | burgemeester 1814, president van het gemeentebestuur 1814-1817, schout 1814-1821 |
| 1821 - 1847     | P. van der Min                       |                    | schout 1821-1825                                                                 |
| 1847 - 1851     | Willem Cornelis Antoni Vaupel Kleijn |                    |                                                                                  |
| 1851 - 1892     | S. van Driel                         |                    |                                                                                  |
| 1892 - 1927     | F.M. Baud                            |                    |                                                                                  |
| 1927 - 1942     | W.J. Bocxe                           | RKSP / NSB         |                                                                                  |
| 1942 - 1947     | J.M.H.L. Hoijnck van Papendrecht     |                    |                                                                                  |
| 1947 - 1952     | M.P. van der Weijden                 | KVP                |                                                                                  |
| 1952 - 1953     | Bauke (B.) Kammenga                  |                    | waarnemend, later burgemeester van Leimuiden, Rijnsaterwoude en Nieuwveen        |
| 1953 - 1960     | J.A. Detmers                         | KVP                |                                                                                  |
| 1960 - 1971     | Bernardus Johannes Hogenboom         |                    | waarnemend; tevens burgemeester van Ter Aar                                      |
| 1973 - 1982     | J.S. Wagenaar                        | KVP / CDA          |                                                                                  |
| 1982 - 1991     | J.G. Huigsloot                       | CDA                |                                                                                  |